# Allopauropus multiarcuatus
Allopauropus multiarcuatus är en mångfotingart som beskrevs av Ulf Scheller 1970. Allopauropus multiarcuatus ingår i släktet småfåfotingar, och familjen fåfotingar. Inga underarter finns listade i Catalogue of Life.